# آلن مک‌دانلد
آلن مک‌دانلد (انگلیسی: Alan McDonald; ۱۲ اکتبر ۱۹۶۳ – ۲۳ ژوئن ۲۰۱۲) بازیکن سابق و مربی فوتبال اهل ایرلند شمالی بود.
از باشگاه‌هایی که در آن بازی کرده‌است می‌توان به باشگاه فوتبال سوئیندون تاون، باشگاه فوتبال کویینز پارک رنجرز، و باشگاه فوتبال چارلتون اتلتیک اشاره کرد.
وی همچنین در تیم ملی فوتبال ایرلند شمالی بازی کرده‌است.